# إيفان مازيبا
إيفان ستيبانوفيتش مازيبا (تمت تهجئته أيضًا Mazeppa؛ الأوكرانية: Іван Степанович Мазепа، البولندية: Jan Mazepa Kołodyński؛ 30 مارس 1639 - 2 أكتوبر 1709) عمل كهيتمان زابوريزهيان المضيف في 1687-1708. حصل على لقب أمير الإمبراطورية الرومانية المقدسة عام 1707 لجهوده في العصبة المقدسة. ألهمت الأحداث التاريخية في حياة مازيبا العديد من الأعمال الأدبية والفنية والموسيقية. اشتهر بأنه راعي الفنون.
لعب Mazepa دورًا مهمًا في معركة بولتافا (1709)، حيث بعد أن علم أن القيصر بيتر الأول كان ينوي إعفائه من دور هيتمان (القائد العسكري) في زابوروجيان هوست (دولة القوزاق) واستبداله بألكسندر مينشيكوف، فقد هجره. جيشه وانحاز إلى الملك تشارلز الثاني عشر ملك السويد. كان للعواقب السياسية لهذا الهجر وتفسيره صدى في التاريخ القومي لكل من روسيا وأوكرانيا.
وضعت الكنيسة الأرثوذكسية الروسية لعنة (حرمان) على اسم مازيبا عام 1708 وما زالت ترفض إبطالها. تمت الإشارة إلى العناصر المعادية لروسيا في أوكرانيا من القرن الثامن عشر فصاعدًا بشكل انتقاص باسم Mazepintsy (Mazepists). استمر عزل مازيبا عن التأريخ الأوكراني خلال الفترة السوفيتية، ولكن بعد عام 1991 في أوكرانيا المستقلة كانت هناك تحركات قوية لإعادة تأهيل صورة مازيبا، على الرغم من أنه لا يزال شخصية مثيرة للجدل.